# Zdenka Braunerová
Zdislava Rosalina Augusta Braunerová, numită Zdenka (n. 9 aprilie 1858, Praga, Imperiul Austriac – d. 23 mai 1934, Praga, Cehoslovacia) a fost o pictoriță peisagistă, ilustratoare și graficiană cehă, a cărei operă a fost influențată de legătura ei cu Parisul. A fost prima femeie membră a Uniunii Artelor Plastice Mánes și protectoare a numeroși alți artiști cehi.

## Biografie
S-a născut într-o familie bogată. Tatăl ei a fost František August Brauner, membru al Consiliului Imperial. Și-a dezvoltat interesul pentru artă datorită mamei ei, Augusta, care era pictoriță amatoare. Scriitori și artiști de renume au fost invitați obișnuiți în casa ei. Pe măsură ce talentele ei au devenit evidente, a început să ia lecții de la Amalie Mánesová. Mai târziu, a studiat cu Soběslav Pinkas.
Toate acestea s-au adăugat la educația ei obișnuită, iar părinții ei au fost luați prin surprindere când i-a informat că a decis să urmeze pictura ca profesie, dar nu au putut să o descurajeze. În parte, această decizie s-ar putea să fi fost determinată de întâlnirea ei cu Antonín Chittussi, un tânăr pictor alături de care avea să dezvolte o lungă prietenie, aproape o poveste de dragoste. Relația s-a răcit, însă, spre sfârșitul vieții lui Chittussi, la fel ca și cea cu Julius Zeyer, care avea șaptesprezece ani. Mai târziu, o căsătorie planificată cu Vilém Mrštík a fost anulată în ultimul moment.

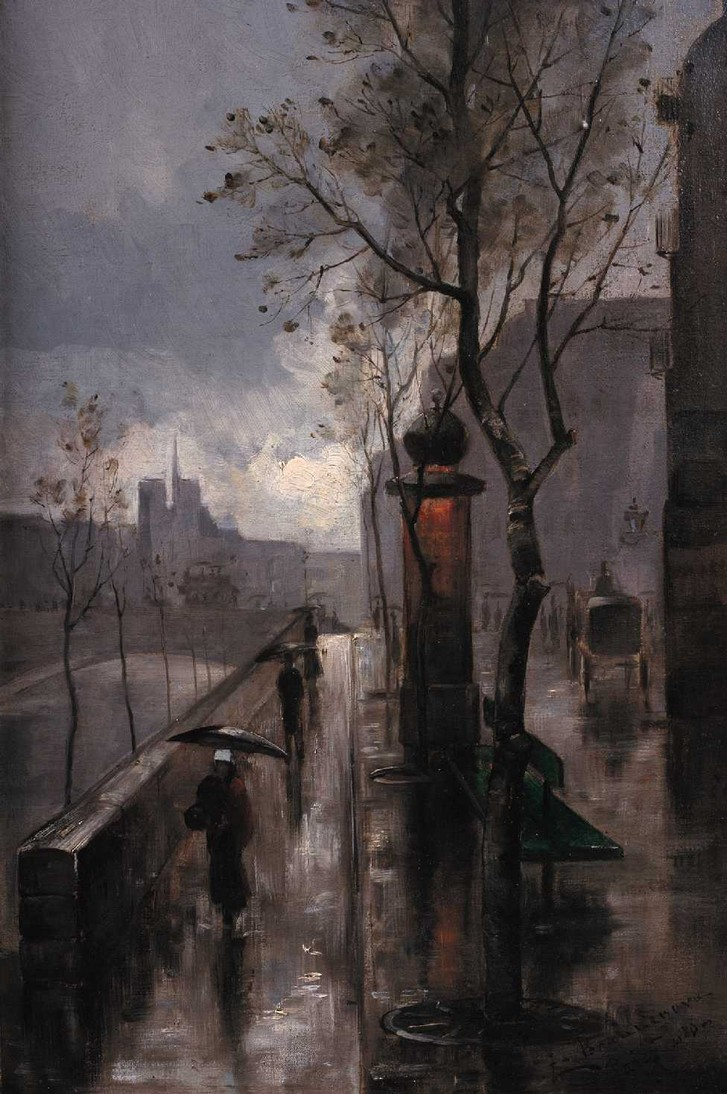
În Paris (1886)

### Influența Parisului
O inspirație majoră pentru arta ei a fost Parisul, unde a petrecut o parte din fiecare an din 1881 până în 1893 și pictorii școlii de la Barbizon. Viitorul ei cumnat, Élémir Bourges, i-a servit drept ghid și a prezentat-o multor personalități literare precum Maurice Maeterlinck și Anatole France. În timp ce se afla acolo, a urmat și Academia Colarossi și a expus frecvent lucrările sale; la Paris la Salon și la Praga la Rudolfinum. Cu toate acestea, în toți acești ani, nu și-a abandonat niciodată legăturile cu patria ei, participând deseori la spectacole unde dansa în costume cehești și cânta cântece populare. De fapt, se gândise să devină cântăreață înainte de a-ți îndrepta pașii spre artă. În 1896, a devenit prima femeie membru a Uniunii de Arte Plastice Mánes, dar se pare că a fost exclusă în 1906.
Mai târziu, a deschis un studio în Roztoky și, în 1902, i-a adresat lui Auguste Rodin o invitație să viziteze Boemia și Moravia. În 1909, ea a dezvoltat o strânsă prietenie cu Paul Claudel, care slujea drept consul francez la Praga. De asemenea, a avut o ultimă aventură, probabil platonică, cu scriitorul Miloš Marten. El era mai mic cu douăzeci și cinci de ani, iar familia ei a fost scandalizată, dar a murit în 1917 din cauza rănilor suferite în Primul Război Mondial. Roztoky va deveni casa ei pentru tot restul vieții și se va inspira din populația rurală și peisaje, păstrând în același timp un jurnal detaliat și o serie de caiete de schițe. A continuat să expună până în 1932 și a murit în timp ce stătea la casa familiei sale din Praga.
Pe lângă pictură, a fost și tipograf, tehnoredactor de carte și gravor pe sticlă. Timp de mulți ani, a fost implicată în eforturi pentru a ajuta la prevenirea distrugerii Staré Město (secțiunea medievală a Pragăi) și al Josefov (vechiul ghetou evreiesc). Ca parte a acestui efort, ea a creat o serie de imprimări care descriu zona. Mulți artiști mai tineri, precum František Bílek, Jan Zrzavý și Joža Uprka, au primit sprijin financiar din partea ei.

## Lucrări selectate

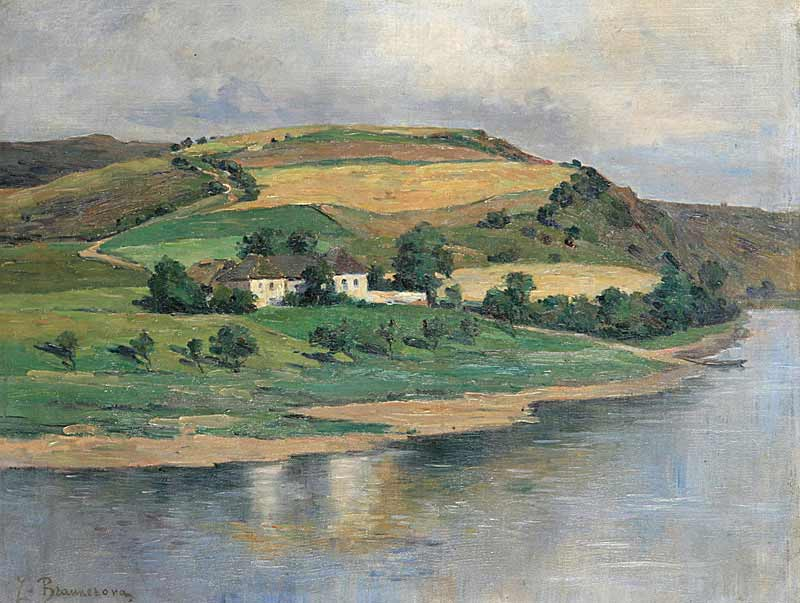
Cot al râului Vltava
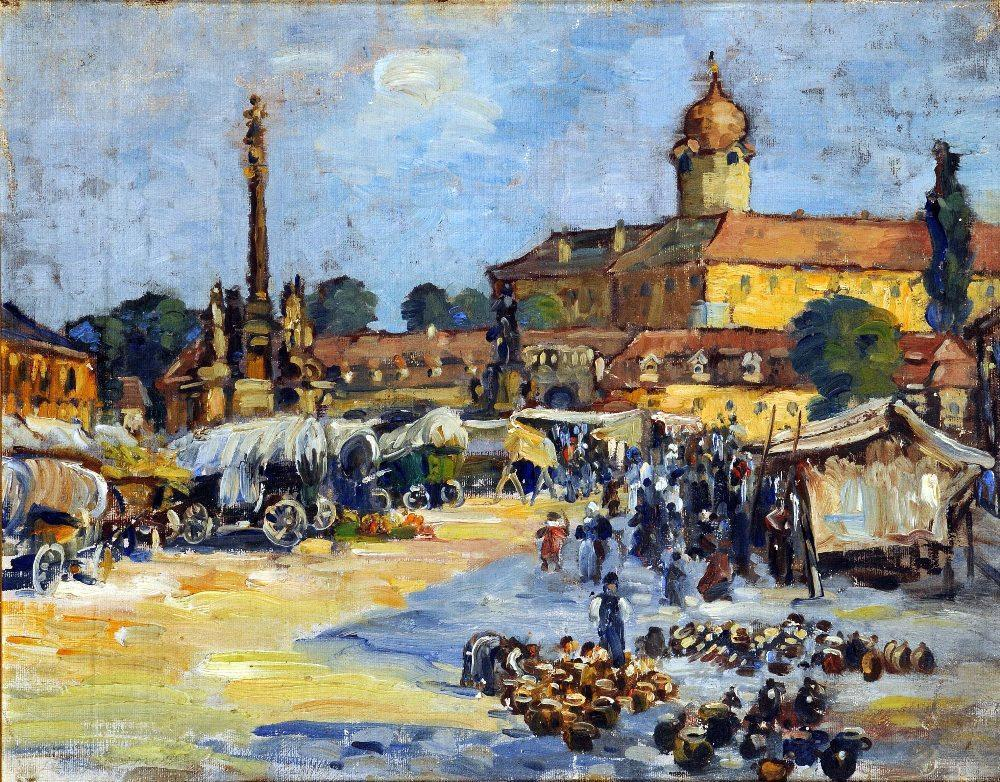
Piața orașului cu personaje
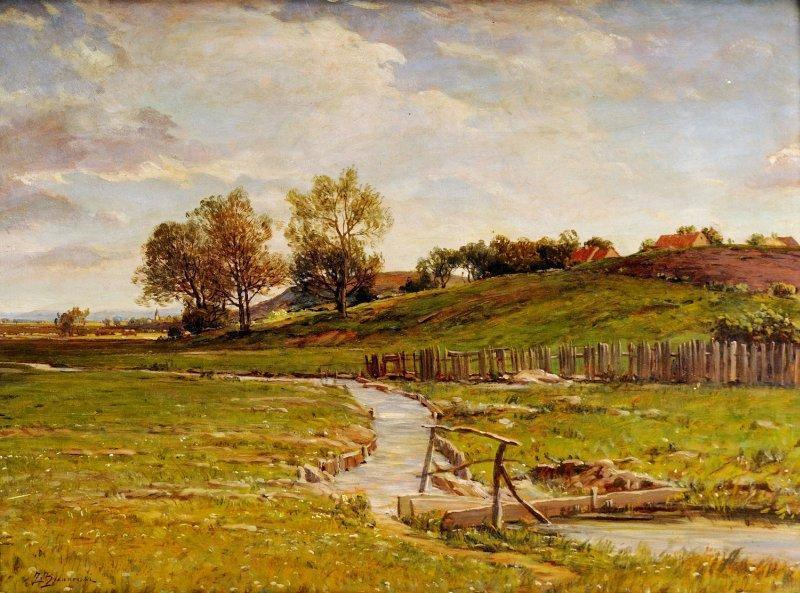
Peisaj cu izvor